# Avalanches Blons de 1954

Alpes na região do grande vale de Walser, Vorarlberg, Áustria.

As avalanchas de Blons ocorreram na Áustria em janeiro de 1954. Ocorreram no estado federal de Vorarlberg, onde tiveram um grande impacto na região do Grande Vale de Walser e, especificamente, na vila de Blons. As avalanchas ocorreram durante um período de dois dias a partir de 11 de janeiro de 1954 e resultaram na morte de 125 pessoas, 57 das quais foram mortas especificamente em Blons. Duas grandes avalanchas atingiram Blons em nove horas, a segunda das quais enterraram equipas de resgate que tentavam salvar civis da primeira avalancha. As avalanchas causaram muita destruição na vila de Blons, danificando um terço da infraestrutura habitacional e matando um terço da população. As avalanchas de Blons são consideradas um dos piores enterros em massa da história da Áustria, resultando em um dos maiores números de mortes devido a uma avalanche.

## Geografia
A vila de Blons está localizada no distrito de Bludenz, no estado federal de Vorarlberg, localizado no lado oeste da Áustria. No lado oeste, o estado de Vorarlberg faz fronteira com o país europeu Liechtenstein. Bludenz é uma região montanhosa com 525 montanhas. Em Vorarlberg existem 1315 zonas de influência de avalanchas. Os pontos de partida das avalanchas de Blons foram Falvkopf e Mont-Calv. Esses picos estão situados a aproximadamente 6 500 pés de altura e cercam a vila. Falvkopf fica a 1 849 metros acima do nível do mar. As coordenadas dos locais de avalancha de Blons são Latitude: 47.2160 Longitude: 9.8160. A área de Blons é cercada por rochas facilmente suscetíveis à erosão.

## As avalanchas
Em 11 de janeiro de 1954, às 9h36, começou a primeira avalancha, começando em Flavkopf, onde atingiu a vila de Blons às 10h. A primeira avalancha atingiu o lado leste da vila, enterrando 82 pessoas e matando 34 pessoas. Uma segunda avalanche começou mais tarde naquela noite, às 19 horas, começando em Mont-Calv. A segunda avalancha atingiu o centro da vila de Blons, onde 43 pessoas foram enterradas e 22 morreram. Dezesseis pessoas que foram resgatadas da primeira avalanche também foram enterradas posteriormente na segunda avalancha.  Ambas as avalanchas foram classificadas como catastróficas.  Uma avalancha classificada em um nível catastrófico significa que tem o potencial de danificar a paisagem circundante, o deslizamento pode causar danos e destruição da infraestrutura de um vale e é grande em tamanho. Na manhã em que a avalancha ocorreu, a rádio local anunciou que o sistema de alerta de avalanche alertou que "o perigo de avalanches se tornou extremamente sério e ainda está aumentando". Um sobrevivente, Robert Dobner, relata o dia como "uma segunda-feira escura, tão cheia de neve".

## Missão de resgate
A resposta de resgate às avalanchas de Blons foi lenta devido a danos nas linhas telefônicas e de energia, o que atrasou os socorristas ao ouvirem as notícias das avalanches um dia depois. A missão de resgate para salvar vítimas presas dessas avalanches levou ao primeiro resgate aéreo da história austríaca. Os transportes aéreos podem fornecer rapidamente o equipamento e os recursos necessários para um local de missão de resgate, incluindo transceptores, pás e sondas. Cães de resgate também podem ser usados, pois usam o olfato para procurar seres humanos. Os primeiros socorristas austríacos iniciaram uma missão de resgate em 13 de janeiro de 1954 e países como Alemanha, Suíça e Estados Unidos também contribuíram para ajudar a resgatar civis. A Força Aérea dos EUA forneceu 99 helicópteros e 11 000   kg de suprimentos de resgate, enquanto a Swiss Air-Rescue enviou 14 equipes de resgate, 6 cães de resgate, 2 helicópteros, médicos e 5 paraquedistas de resgate. Uma das principais causas de morte de vítimas impactadas e presas de uma avalancha é a asfixia, o que significa que as pessoas ainda podem estar vivas enquanto estão enterradas por um período de tempo e têm potencial para sobreviver. Alguns sobreviventes das avalanchas de Blons ficaram presos por até 17 a 62 horas.  Um artigo do Sydney Morning Herald que noticiou as avalanchas de Blons descreveu as equipes de resgate como tendo que enfrentar um vale profundo e estreito coberto de ambos os lados por toneladas de neve e que todo homem capaz contribuiu para ajudar. Ele também conta que as chamas foram usadas para ajudar as equipes de resgate, pois as avalanches danificaram as luzes, além de interromper o abastecimento de água e as estradas e as comunicações ferroviárias.

## Rescaldo

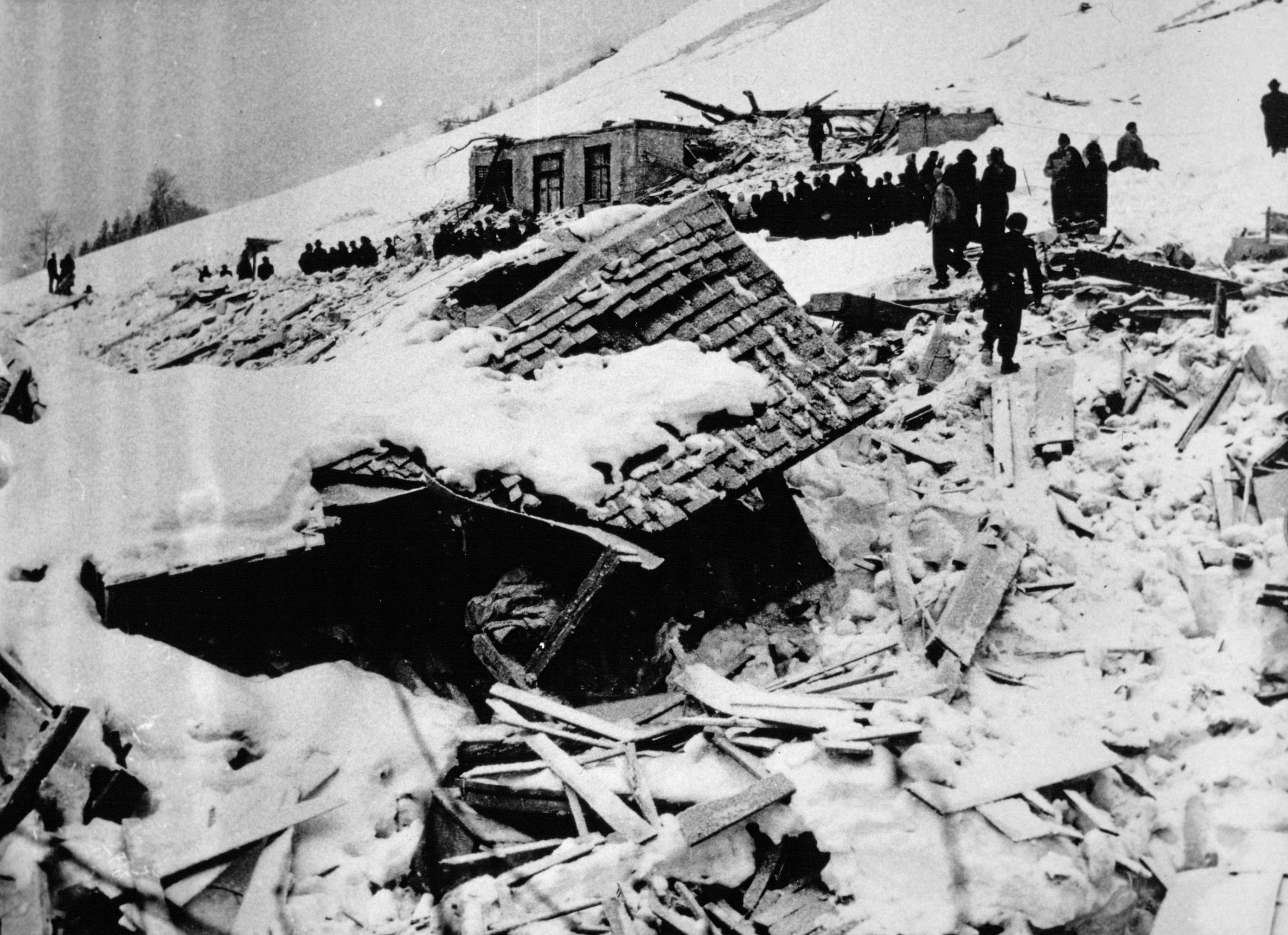
Danos das avalanches em Blons 1954

As consequências das avalanchas de Blons resultaram em "270 enterros, resultando em 125 mortes, 55 casas e centenas de edifícios agrícolas [foram] destruídos e 500 bovinos foram mortos". A população de Blons em 1954 tinha um total de 376 pessoas e um terço (111 pessoas) foi morto pelas avalanches. Metade dos homens que trabalhavam na mina Leduc na área também foi morta (Ruth, 1998; Davis, 2008). Um terço das casas também foi destruído, com 29 das 90 casas da vila listadas como demolidas. Trinta e três vítimas conseguiram se proteger sozinhas, 31 foram resgatadas por equipes de resgate e 47 foram encontradas mortas. Uma mulher que estava cozinhando em sua casa no momento em que a avalanche atingiu, morreu de queimaduras de carvão no forno que a atingiram com o impacto. Outro homem que foi encontrado vivo por uma equipe de resgate após 17 horas, morreu depois de choque depois de descobrir quanto tempo ficou enterrado na neve, conforme relatado pelos relatórios do serviço de arame. Dos civis encontrados vivos, 8 morreram mais tarde e 2 não foram encontrados.

## Causa
Os Alpes austríacos são sempre suscetíveis a riscos naturais, como avalanchas. No período que antecedeu as avalanchas que atingiram Blons, uma combinação de clima frio e um rápido aumento na neve não pôde ser sustentada e era demais para aguentar. A forte nevasca resultou em mais de 2 metros de profundidade de neve em menos de 24 horas. Segundo Holler (2009), dois dias antes da primeira avalanche no inverno de janeiro de 1954, uma “zona frontal orientada a oeste do norte levou a uma nova e alta profundidade de neve”, particularmente em Vorarlberg. Após a forte nevasca, as temperaturas começaram a subir. Depois que as camadas de neve se acumulam e as temperaturas aumentam, a coesão da neve pode se deteriorar e causar a liberação de uma avalanche.
Antes de janeiro de 1954, as medidas de proteção contra avalanchas em Blons foram estabelecidas pela primeira vez entre 1906 e 1908. Isso incluiu estruturas de suporte de cercas de neve e muros de aproximadamente 2 a 2,5 metros, que foram destruídos durante as avalanches de 1954 e considerados inadequados. Nas montanhas acima de Blons, as árvores também foram espalhadas, resultando em baixa cobertura florestal e, portanto, redução da cobertura de proteção para a vila. Os civis na vila de Blons também tomaram precauções para evitar o risco de uma avalancha nas áreas vizinhas. À medida que o inverno se aproximava, os vereadores de Blons removiam um crucifixo que era colocado em uma área de alto risco para evitar danos a ele. Em um desfiladeiro em Blons, os civis paravam de falar e andavam em uma única linha que se separava ao atravessar uma ponte. Isso foi feito para evitar que suas vozes causassem vibrações na área que poderiam iniciar uma avalancha e, se uma delas fosse lançada, eles acreditavam que se afastar reduziria o número de pessoas capturadas por ela.

## Resposta
As avalanches de Blons na Áustria em 1954 "anunciaram a proteção moderna contra avalanches nos Alpes ". Devido ao alto impacto dessas avalanchas, juntamente com outras na Áustria, foram tomadas medidas para proteger a vila de Blons em Vorarlberg contra possíveis ameaças de avalancha no futuro.  Desde então, as avalanchas de nível "catastrófico" diminuíram na Áustria devido a melhorias nas medidas de proteção em geral.
Uma investigação abrangente sobre a cobertura florestal e a qualidade das árvores foi realizada nas montanhas acima de Blons, a fim de melhorar a sua eficácia na proteção contra avalanchas. O 'Serviço de Engenharia Florestal para Controle de Torrent e Avalanche' é encarregado de aplicar medidas de proteção contra riscos naturais na Áustria. Desde as avalanchas de Blons, há muito mais cobertura florestal em comparação com a cobertura de 1954, devido a extensos esforços de reflorestamento. Em 1971, havia 520 hectares de cobertura florestal e em 2009 havia aumentado para 601 hectares de cobertura. A cobertura florestal pode ajudar a melhorar a proteção contra avalanchas, pois pode diminuir a velocidade da neve e reduzir a distância da pista. Na área de Blons, foram plantados aproximadamente meio milhão de árvores, dos quais quatro quintos são Picea. Estas espécies arbóreas de abies é eficaz na proteção de avalanches devido à sua capacidade de garantir a estabilização devido ao seu sistema de raízes profundas que pode atingir uma profundidade de até 2 metros. Nos principais pontos de partida das avalanches em Blons, foram implantados aproximadamente 6,5 quilômetros de mecanismos de defesa, incluindo pontes de neve de aço, cortinas e construção de aço e madeira, além de 315 construções de neve rastejante e 745 metros de barreira de vento.
Os estudos das avalanchas de Blons ajudaram a melhorar o conhecimento e a compreensão dos ciclos de avalanchas na Áustria, que por sua vez ajudaram a resultar em previsões mais eficientes das avalanchas. Um estudo revelou que das maiores avalanchas da história da Áustria "cerca de dois terços [das avalanchas] ocorreram como resultado de uma zona frontal orientada para o noroeste". Ele também descobriu que níveis mais altos de queda de neve tiveram um grande papel contribuinte na causa dessas avalanchas 'catastróficas'. O estudo conseguiu deduzir que certas situações climáticas estão relacionadas aos ciclos e padrões de avalanches que ocorrem na Áustria e ajudou a prever melhor quando uma avalancha pode ser esperada. Os sistemas de aviso de avalancha também estão disponíveis online. O 'European Avalanche Warning Services' visa proporcionar à “sociedade serviços de previsão e alerta de avalanche eficientes e eficazes” e pode informar e alertar as pessoas sobre qualquer risco potencial de avalancha em áreas em toda a Europa, incluindo Blons. Foi desenvolvida a detecção de avalanchas, que analisa recursos como infra-som, sinais sísmicos e de radar. Também foi desenvolvida a moderna tecnologia de simulação de avalanchas, que permite simular cenários perigosos em zonas de risco de avalanchas de alto risco e detectar onde pode haver medidas de proteção contra avalanchas. Em relação às avalanchas de Blons, essa tecnologia foi capaz de ajudar a destacar a falta de construções defensivas nos pontos de partida de cada uma das avalanchas lançadas.
Em termos de estratégias de resgate de avalanchas, houve poucas mudanças desde as avalanchas de Blons. Aproximadamente 50% das pessoas não carregam transceptores de avalanches. Se eles foram enterrados por uma avalanche, ainda existem ferramentas e estratégias originais para resgatar vítimas enterradas.

## Na mídia
Foram produzidos vários livros e filmes que contam a experiência dos envolvidos. O livro intitulado "Avalancha!" escrito pelo autor Joseph Wechsberg em 1958, fornece cobertura sobre os eventos das avalanchas de Blons, histórias de civis, o impacto que teve sobre toda a comunidade e os esforços de reabilitação adotados pela comunidade. Ele descreve os eventos como "nenhuma outra avalancha registada na história moderna fez tanto a tantos em tão pouco tempo e em um lugar tão pequeno". O filme e o romance " Der Atem des Himmels " também se baseiam nas avalanchas de 1954 em Blons. Ele descreve o acúmulo e como os eventos das avalanches se desenrolaram. O incidente das avalanchas também é destaque na série de documentários " Desastres do século ", na 4ª temporada, episódio 9, que inclui relatos pessoais de moradores de Blons na época, o que eles experimentaram, bem como reencenações. Um centro de documentação de avalanchas em Blons exibe fatos e fotografias sobre os eventos que ocorreram durante as avalanchas de 1954 e que medidas de proteção foram adotadas para aumentar a segurança da área.